# 関彝
関 彝（かん い、生没年不詳）は、中国三国時代の蜀漢の人物。祖父は関羽。父は関興。兄（異母兄）は関統。

## 概要
父の死後、兄が爵位を継いだものの、嗣子無くして死去したため、関羽の血筋は断絶するところだった。しかし皇帝劉禅は、功臣の関羽の血筋を絶やさないようにするため、関彝にその後を継がせることにした。
炎興元年（263年）の蜀漢滅亡時、魏の龐会（関羽に殺された龐徳の遺児）によって、関羽の一族は皆殺しにされたといわれている（『三国志』注、王隠『蜀記』）。しかし正史では関彝の没年は不明である。

## 三国志演義
小説『三国志演義』では、蜀滅亡後に姜維が鍾会を唆し企てた反乱に際し、その混乱の中で殺害された蜀の人物の一人として、名前のみが登場している。

## その子孫
『新唐書』宰相世系表は、唐徳宗の宰相である関播を関羽・関興の末裔としている。ただ『新唐書』宰相世系表は全体として記述に誤りが多く、信憑性には疑問が残る。
清代以降の「関羽文献」においては、諸関氏の系譜を関興・関彝以降に位置づけるものが多い。一説には関彝の庶子である関夷が、龐会の手を逃れ故郷で匿われたという。関夷の後は、関敝・関朗・関康之・関攀と血筋が続いたともある。